# Tony Kirkham

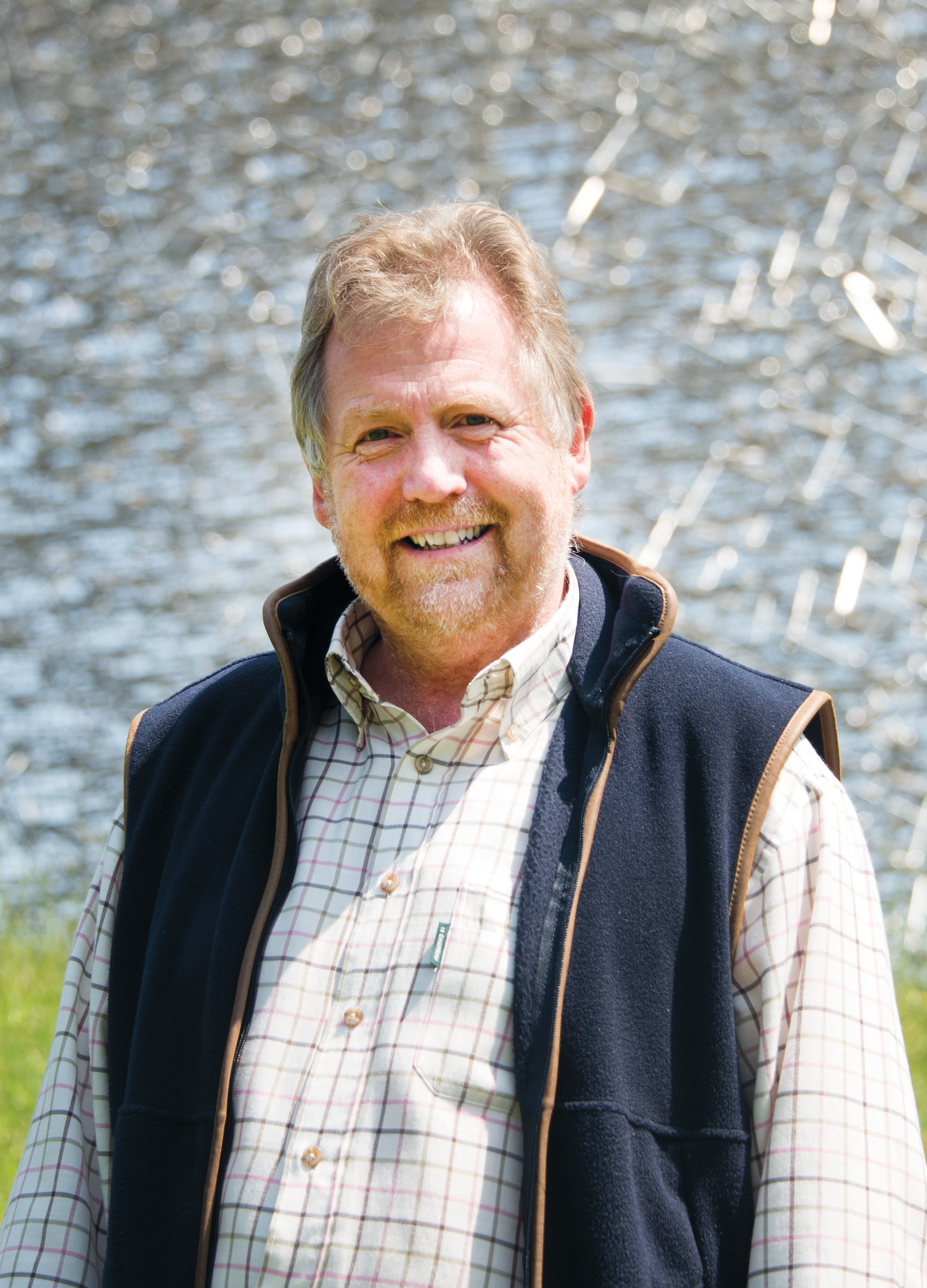
Tony Kirkham

Tony Kirkham (1957) is een Britse botanicus en plantenverzamelaar. 
Sinds 1978 is hij werkzaam bij de Royal Botanic Gardens, Kew; waar hij in 2001 hoofd van het arboretum werd. Tijdens een grote storm in 1987 gingen bijna vijfhonderd bomen in het arboretum te gronde. Kirkham verzamelde vervolgens ter vervanging van deze bomen tijdens verzamelexpedities plantmateriaal in China, Japan, Taiwan, Zuid-Korea en het Russische Verre Oosten. Over zijn ervaringen tijdens deze verzamelexpedities schreef hij samen met Mark Flanagan het boek Plants from the Edge of the World: New Explorations in the Far East dat in 2005 verscheen. 
Kirkham speelde een rol in de BBC-televisieserie A Year at Kew. Voor deze omroep presenteerde hij de serie The Trees That Made Britain. 

## Publicaties
- The Pruning of Trees, Shrubs, and Conifers, 2e editie; George E. Brown & Tony Kirkham; Timber Press (2004); ISBN 0881926132
- Plants from the Edge of the World: New explorations in the Far East; Mark Flanagan & Tony Kirkham; Timber Press (2005); ISBN 0881926760